# Marceli Piętka
Marceli Piętka (zm. 28 czerwca 1794 w Warszawie) – pracownik policji, szpieg i jurgieltnik rosyjski, powieszony przez ludność warszawską w czasie wydarzeń powstania kościuszkowskiego.